# Saint-Romain-de-Monpazier

Saint-Romain-de-Monpazier este o comună în departamentul Dordogne din sud-vestul Franței. În 2009 avea o populație de 78 de locuitori.

## Evoluția populației
| An        | 1975 | 1982 | 1990 | 1999 | 2006 | 2009 |
| --------- | ---- | ---- | ---- | ---- | ---- | ---- |
| Populație | 62   | 67   | 78   | 91   | 80   | 78   |